# Chronius Mons
Chronius Mons és una estructura geològica del tipus mons a la superfície de Mart, situada amb el sistema de coordenades planetocèntriques a -61.02 ° de latitud N i 178.74 ° de longitud E. Fa 56.14 km de diàmetre. El nom va ser fet oficial per la UAI el 13 de setembre de 2006 i pren el nom d'una característica d'albedo.